# Sal de Guérande

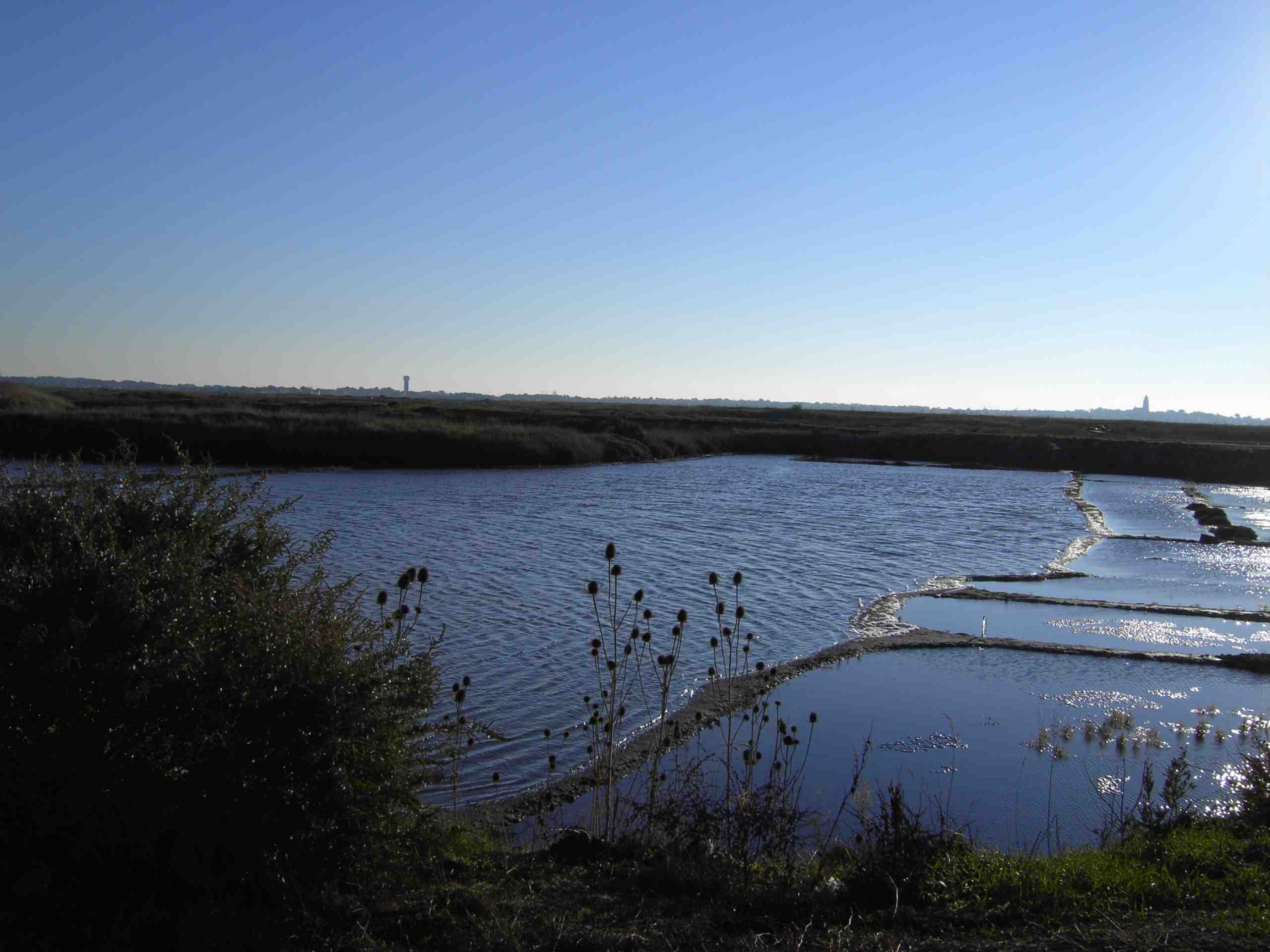
Salinas en Guérande (Francia).

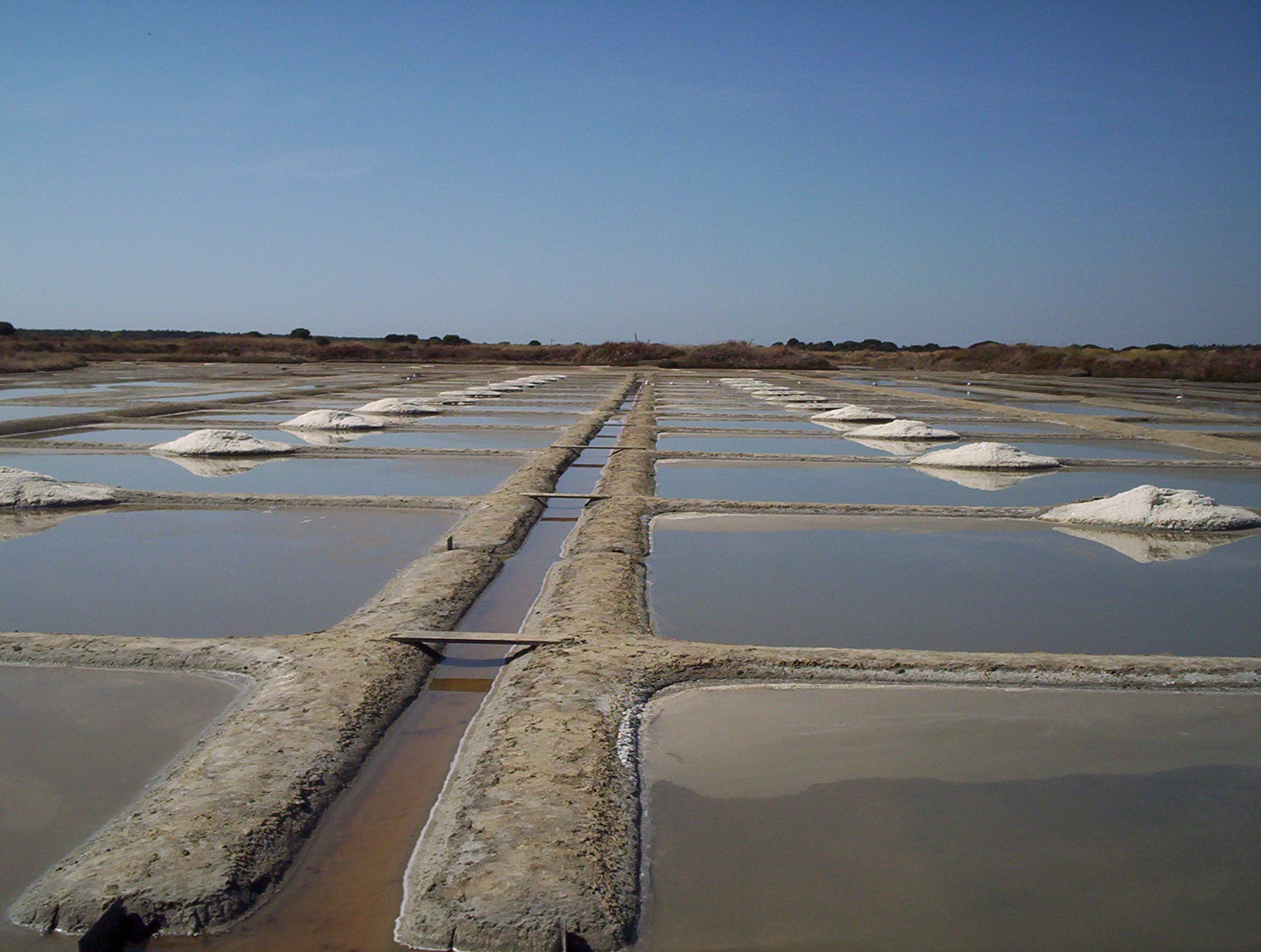
Salinas en Guérande (Francia).

La sal de Guérande es una sal marina natural, sin refinar, sin aditivos y secada al sol, procedente de la península de Guérande, en la costa atlántica de la región histórica de Bretaña (aunque en la actualidad pertenece al Pays de la Loire), en Francia. Se considera una de las sales marinas de alta calidad, al igual que otras sales como la sal Maldón de Inglaterra (elaborada en Essex). 

## Características
La región de Guérande se llama en bretón Gwen Rann, el "país blanco", por su paisaje lleno de salinas.
Como es una sal no refinada (rica en oligoelementos y sales minerales) y no lavada, tiene un color gris claro por la arcilla que tapiza el fondo de las eras de las salinas. La mayor parte de la producción es de sal gorda, de cristales de tamaño mediano, pero esta misma sal se muele también para comercializarse como sal fina.
Las salinas producen también, en candidades más reducidas, flor de sal, una sal exquisita de alto poder salino y muy blanca que se forma en fina capa en la superficie del agua de las eras de las salinas.
La sal es recolectada a mano por los denominados paludiers (salineros), que son las personas que mediante un las (un largo palo flexible de junco o fibra de carbono terminado por una paleta) rastrean la superficie de las eras de las salinas. Esa profesión da nombre a una de las versiones comerciales más conocidas “Le Paludier”. Palud significa salina en bretón. Los métodos de cosecha y conservación se hacen exclusivamente por medios tradicionales que se remontan a la época de los celtas. La sal comercializada bajo esta denominación no lleva ningún aditivo y posee la calificación de "Nature et Progrès", indicando que se ha recolectado bajo medios completamente naturales con procedimientos orgánicos.

## Las salinas de Guérande
Cubren una superficie de 2000 ha repartidas en dos áreas: una en la zona llamada Traict de Croisic (la más extendida), que corresponde a los municipios de Batz-sur-Mer, Guérande y La Turballe. La otra se extiende sobre 350 ha y cubre los municipios de Mesquer, Saint-Molf y Assérac.
En el siglo XXI, las salinas de Guérande cuentan con 250 explotaciones, la mayoría reagrupadas en cooperativas, que cosechan 12.000 toneladas de sal al año. Su modo de explotación artesanal a pequeña escala hace que su producción sea muy inferior a la producción de las salinas industriales de otras regiones. Fueron las primeras en comercializar la flor de sal, en la década de 1970, una sal hasta entonces desconocida fuera de las regiones salineras del oeste de Francia.

## Historia
Antes de que se construyeran las actuales salinas, se empleaba otra técnica en la región desde al menos la Edad del Hierro. Consistía en recoger arena o arcilla salada durante el verano y someterla a un proceso de lavado para conseguir una salmuera muy concentrada. Ésta se vertía en recipientes de barro para ser calentada y secada hasta que la sal se cristalinizara. Esta técnica por el fuego era muy extendida en toda la costa de Armórica y Britania, pero conllevó una importante deforestación de las regiones salineras. Los numerosos vestigios de hornos de sal descubiertos en la región indican que existía una importante producción de sal en la península de Guérande en la época de la cultura de Hallstatt y sobre todo de La Tena.
La técnica actual de recolección de la sal en Guérande es anterior al siglo IX, siglo en el que se documenta por primera vez la presencia de salinas solares. Estas fueron con toda probabilidad obra de los romanos, que renovaron la salicultura construyendo eras de evaporación pavimentadas con ladrillos de barro cocido.  En torno al año 1500, las salinas cubrían una superficie equivalente al 80% de las salinas actuales. La producción salinera se fue incrementando durante los siglos XVI y XVII y las últimas salinas fueron construidas alrededor de 1800.
Pero a partir de mediados del siglo XIX, las salinas atlánticas francesas entraron en un largo periodo de declive debido a la competencia de la sal gema, a la disminución del empleo de la sal como agente de conservación, y al desarrollo de los medios de transportes terrestres. En el último tercio del siglo XX, la recuperación del gusto del consumidor francés por los productos regionales tradicionales y por los alimentos orgánicos supuso la recuperación de muchas prácticas agrícolas ancestrales, y empezaron a renacer las antiguas salinas gracias al empeño de pequeños productores.

## Usos
La sal gorda de Guérande, tal cual o machacada en sal fina, se emplea como cualquier otra sal común. La flor de sal, por su delicadeza, no se emplea para guisar y solo se emplea sobre alimentos crudos (como las ensaladas) y sobre alimentos ya cocinados (carnes y pescados a la parrilla, o verduras cocidas o al vapor).
La sal de Guérande se emplea tradicionalmente para salar la mantequilla, obteniendo mantequilla salada con un mínimo de 5% de sal (beurre salé), o semisalada con entre 0,5% y 3% de sal (beurre demi-sel).